# Danza macabra di Lubecca

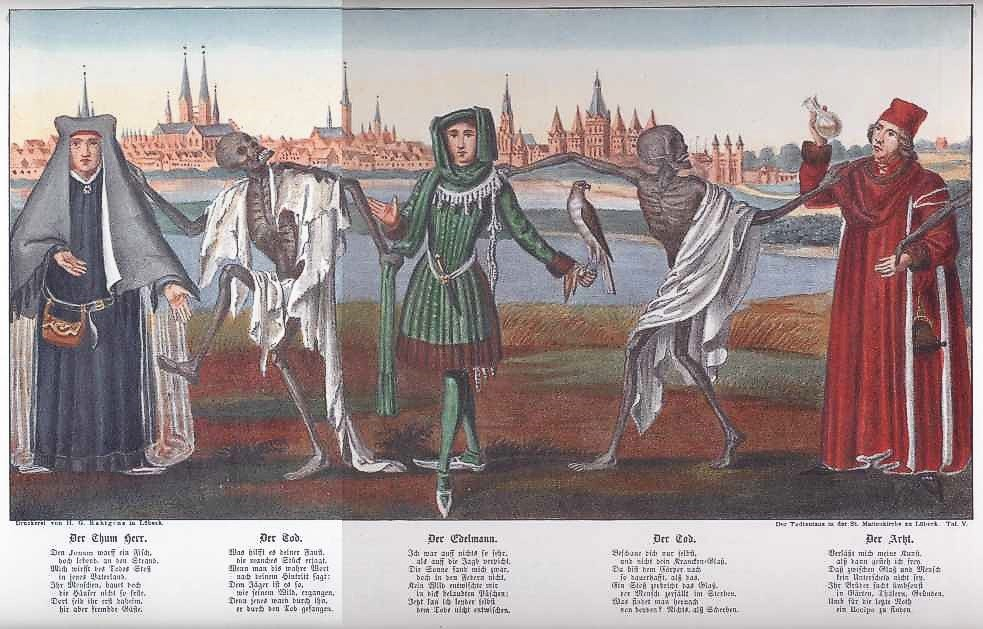
Copia di un particolare del dipinto, con commenti del 1852

La danza macabra di Lubecca è stata una delle più importanti e influenti rappresentazioni del genere. Venne completamente distrutta la notte fra il 28 e il 29 marzo 1942 durante il bombardamento alleato della città.

## Storia

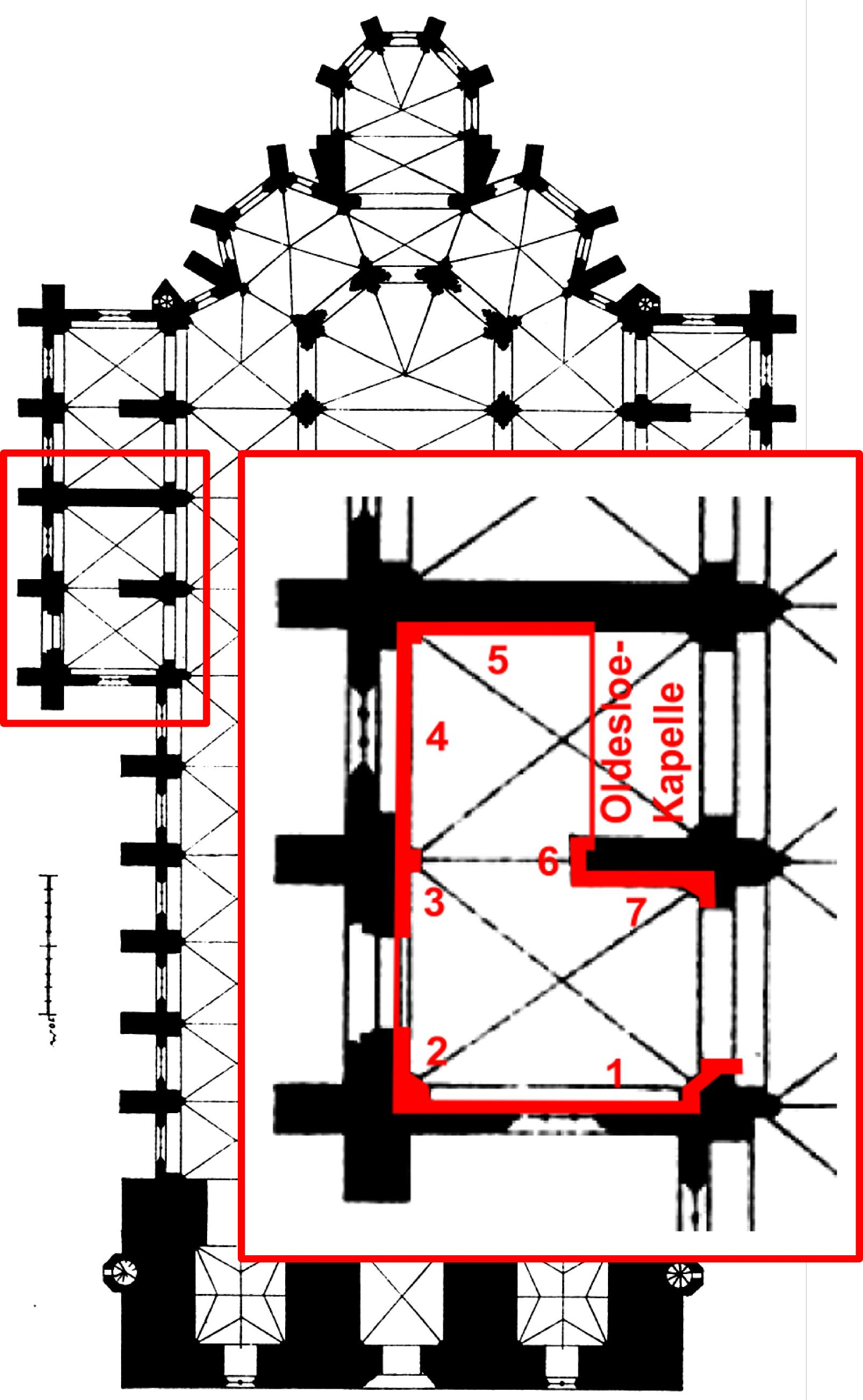
Localizzazione della cappella della danza macabra all'interno della Marienkirche di Lubecca.

L'opera, realizzata da Bernt Notke nel 1463, venne commissionata probabilmente dopo che, a metà del XIV secolo, un'epidemia di peste aveva colpito la città di Lubecca. A differenza di altri lavori simili, che erano dipinti direttamente sul muro, l'opera fu realizzata su tela ed esposta nel transetto sinistro della Marienkirche, in una cappella che prese il nome di Totentanzkapelle (in tedesco, Cappella della danza macabra). Si trattava di un'immagine continua lunga quasi trenta metri e alta due, posta sopra i banchi della cappella.
Nel 1701 il dipinto era in stato di conservazione così cattivo che i superiori della chiesa decisero di non restaurarlo, bensì di sostituirlo con una copia quasi identica, realizzata da Anton Wortmann. Nel 1783 Ludwig Suhl riprodusse l'opera realizzando una serie di acquerelli e di incisioni. Nel 1852 l'opera fu restaurata da Carl Julius Milde, il quale, nel 1866, realizzò anche alcune litografie a colori. Nel periodo fra le due guerre mondiali Wilhelm Castelli realizzò una serie di dettagliate fotografie in bianco e nero.
All'inizio della seconda guerra mondiale l'intera cappella venne rivestita con pannelli in legno massiccio per preservarla dalle esplosioni. Tuttavia, i pannelli di legno non poterono nulla contro il bombardamento incendiario alleato avvenuto la notte fra il 28 e il 29 marzo 1942, e la danza macabra andò completamente distrutta.
Al termine del conflitto i superiori della Marienkirche decisero di non realizzare una nuova danza macabra, ma, nel 1952, commissionarono ad Alfred Mahlau la costruzione di due vetrate policrome richiamanti i temi dell'opera perduta.
Bernt Notke, nel XV secolo, aveva realizzato un'altra Danza macabra a Tallinn, e questo permette di dedurre come la copia realizzata da Wortmann nel 1701 fosse molto fedele all'originale del 1463, dal momento che il confronto con le fotografie dell'opera distrutta mettono in evidenza un'estrema somiglianza con il dipinto in Estonia.

## Descrizione
La danza macabra di Lubecca era considerata la più bella e popolare della Germania. Comprendeva 24 figure in un paesaggio bucolico, rappresentanti le diverse classi sociali dell'epoca. In lontananza c'era una veduta di Lubecca e del suo porto. Ogni figura era riconoscibile da determinate caratteristiche.
I partecipanti non erano in ordine casuale, ma seguivano una rigorosa gerarchia. La danza iniziava con un cadavere con cappello e flauto. Un altro cadavere, portando una bara, tirava il papa (riconoscibile dalla tiara) per le vesti. In seguito venivano l'imperatore, l'imperatrice, il cardinale e il re (posizionati nella parete con il numero 1 nella figura qui a lato), il vescovo (2), il duca (rimosso nel 1799 per realizzare una porta), l'abate e il cavaliere (3), il monaco certosino, il sindaco, il canonico, il nobile e il medico (con una bottiglia di urine, tutti nella parete 4), l'usuraio (con la borsa), il cappellano, il funzionario dello Stato, il sagrestano e il commerciante (5), l'eremita e il contadino (6), il giovane, la ragazza e il neonato (7).
Vicino al neonato era presente un morto con la falce in mano. Accanto a ogni personaggio era presente uno scheletro che dialogava con lui. I testi originali dei dialoghi, scritti in tedesco arcaico sotto a ogni figura, vennero tradotti in tedesco moderno nel 1701. I testi arcaici ci sono stati tramandati grazie a una trascrizione realizzata da Jakob von Melle, all'epoca parroco della Marienkirche.